# 新維德
新维德（德語：Neuwied，發音：[nɔʏˈviːt] ⓘ）是德国莱茵兰-普法尔茨州新维德县的城市，也是新维德县的县治，面积86.5平方千米，2023年12月31日人口为66,243人。